# Tung Chee-hwa
Tung Chee-hwa (Hongkong, 7 juli 1937) was van 1 juli 1997 tot 12 maart 2005 de eerste Chief Executive of Hong Kong.
Tung Chee-hwa is de oudste zoon van de Chinese scheepvaartmagnaat Tung Chao Yung, oprichter van de Orient Overseas Container Line (OOCL). Tung nam het familiebedrijf over na het overlijden van zijn vader in 1981. Vier jaar later stond OOCL op de rand van het bankroet, waarbij het bedrijf werd gered met interventie van de Chinese regering in 1986.
Hij werd door de laatste Britse gouverneur van Hongkong, Chris Patten officieus lid gemaakt van de Executive Council van Hongkong in 1992. Tung had de steun van Peking om na de overdracht van Hongkong naar China op 1 juli 1997 de eerste Chief Executive van Hongkong als Speciale bestuurlijke regio van de Volksrepubliek China te worden. In 1996 werd hij ook als dusdanig gekozen door het 400 leden tellende Selection Committee. Zijn ambtstermijn werd gekenmerkt door een aantal crisissen waaronder de Oostaziatische uitbraak van de vogelgriep en de Aziatische financiële crisis van 1997. In 2002 werd hij zonder enige noemenswaardige oppositie herkozen. Vanaf 2003 was er evenwel veel oppositie. In 2003 kwamen meer dan een half miljoen betogers op de Hongkongse straten om zijn ontslag te eisen naar aanleiding van zijn pogingen de Hongkongse politiek strikter te domineren via een anti-subversiewet (aanpassing van artikel 23 van de Hongkongse basiswet) in de nasleep van de SARS-uitbraak. Hij hield uiteindelijk in maart 2005 de eer aan zichzelf en stelde in het midden van zijn tweede ambtstermijn zijn mandaat ter beschikking. Formeel omwille van gezondheidsredenen, evenwel wordt aangenomen dat Tung Chee-hwa het vertrouwen van de Chinese regering definitief verloren was.
Tung Chee-hwa is gehuwd. Het echtpaar heeft drie kinderen.